# Olga Spesívtseva
Olga Aleksándrovna Spesívtseva, también Olga Spessivtseva (Spessivtzeva y Spessiva) (Ольга Александровна Спесивцева) (18 de julio de 1895—16 de septiembre de 1991) 
fue una célebre bailarina rusa cuya carrera se extendió entre 1913 y 1939. 

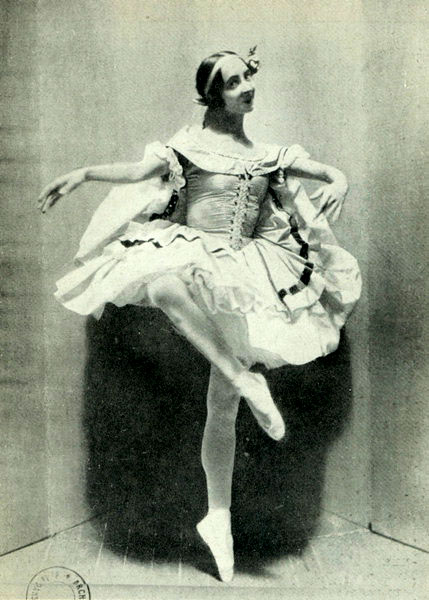
Olga Spesívtseva c. 1915

Una de las máximas prima ballerinas del siglo XX. De excelente técnica clásica, estilo inmaculado y espiritualidad escénica se la considera la encarnación de la bailarina romántica rusa. Irónicamente, su vida tendría un trágico desenlace al sufrir un colapso nervioso, al igual que el personaje Giselle, obra de ballet que sería la más representativa de su vida.
Nació en Rostov del Don, era hija de un cantante de ópera, al morir su padre ella fue enviada a un orfanato en San Petersburgo. 
En 1906, entró a la academia imperial de danzas donde estudio con Klavdia Kulichévskaya, Yevguenia Sokolova y Agrippina Vagánova. 
Se graduó en 1913 e ingresó al Teatro Mariinski donde fue promovida a solista poco después.
Fue una de las más famosas Giselle y Odette/Odile de El lago de los cisnes de su época.
En 1916, Serguéi Diáguilev la invitó a la gira de los Ballets Rusos por América reemplazando a Tamara Karsávina, donde bailó con Nizhinski, regresando al Mariinski en 1918. Siguió alternando sus presentaciones en San Petersburgo con giras, entre ellas la realizada por los Ballets Rusos a Londres y Buenos Aires en 1923.
Gracias a la intervención de su exmarido Borís Kaplún, un funcionario del régimen bolchevique, logró abandonar Rusia en 1924 para establecerse en París donde fue etoile de la Ópera parisina (donde creó Salomé y Las criaturas de Prometeo de Serge Lifar) hasta 1932. Ese año creó una legendaria Giselle en Londres con el joven Anton Dolin, fue la primera en bailar en Occidente la variación del primer acto agregada posteriormente.
Entre 1932-37, hizo giras por el mundo con obras de Michel Fokine y Bronislava Nijinska. 
Sufrió de depresión crónica y su última aparición fue en el Teatro Colón de Buenos Aires en 1939, año en el que se mudó a Estados Unidos para dedicarse a la enseñanza.
En 1943, sufrió un severo colapso nervioso y fue internada durante 20 años hasta que en 1963 sus amigos Anton Dolin, Felia Doubrovska y Dale Fern, la mudaron a Valley Cottage en la Fundación Tolstói, una comunidad rusa en el estado de Nueva York fundada por la hija menor del escritor Lev Tolstói, Aleksandra Tolstaya.
Vivió pacíficamente hasta morir de 96 años.
En 1964, la BBC realizó un documental sobre su vida y en 1966, Anton Dolin escribió su biografía The Sleeping Ballerina.
En 1982, aparece entrevistada por Anton Dolin en el documental A portrait of Giselle junto a otras siete supremas intérpretes del rol.
En 1997, Borís Eifman (en) coreografió el ballet La Giselle Roja inspirado en ella en el Teatro Aleksandrinski de San Petersburgo.